# Бобринец
Бобринец е град в Кировоградска област, Украйна.
Населението му е 10 758 жители (2019). Намира се в часова зона UTC+2.
Основан е през 1767 г., получава статут на град през 1828 г.